# Galearis roborovskyi
Galearis roborovskyi är en orkidéart som först beskrevs av Carl Maximowicz, och fick sitt nu gällande namn av S.C.Chen, P.J.Cribb och S.W.Gale. Galearis roborovskyi ingår i släktet Galearis och familjen orkidéer. Inga underarter finns listade i Catalogue of Life.